# 14016 Steller
14016 Steller este un asteroid din centura principală de asteroizi.

## Descriere
14016 Steller este un asteroid din centura principală de asteroizi. A fost descoperit pe 16 ianuarie 1994 la Caussols de Eric Walter Elst și Christian Pollas. Asteroidul prezintă o orbită caracterizată de o semiaxă mare de 3,07 ua, o excentricitate de 0,05 și o înclinație de 8,5° în raport cu ecliptica.